# قلعة تلعفر
قلعة تلعفر هي قلعة أثرية تقع في مدينة تلعفر شمال العراق، بنيت في العهد الآشوري حيث كانت المدينة مركز عبادة الإله (عشتار) وكانت بساتين المدينة وقفاً لمعبد هذه الآلهة. وجدد الرومان بناية هذه القلعة وحكموا أسوارها. كما جدد الخليفة مروان بن محمد الثاني آخر خلفاء الأمويين والذي كان والياً على منطقة الجزيرة بناء القلعة وسميت بـ(قلعة مروان) حتى ظنَّ البعض أن القلعة بنيت في العصر الأموي، وكان مروان قد تولى الولاية على هذه المنطقة سنة 102هـ / 720م.
تقع القلعة في منتصف المدينة على عين ماء تلعـفر التي تتصل بالقلعة عن طريق الباب السري بنفق يصل بينهما وكان قد أهمل أمر هذا النفق فتراكمت فيه الأوساخ والأنقاض التي سقطت من جوانبه إلى أن رحمته السلطات الإنكليزية عام 1920م بعد احتلالهم للمدينة فنضح النفق وبنيت غرفة على منبع العين ووضعت فيها مضخة تدفع الماء إلى القلعة وما تزال آثار هذه الغرفة موجودة.
وتبلغ مساحتها 28 ألف متر محاطة بأسوار رئيسية وثانوية الرئيسي منها عرضه 3,30 متر وارتفاعه زهاء 6 أمتار. وهذه الأسوار مشيدة من جص خالص وأحجار بصورة متقنة كل الإتقان وفي أركان السور الرئيسي ترتفع أربعة أبراج تسمى (أبراج الزوايا) وبين هذه الأبراج الكبيرة أبراج ثانوية.. وتضم هذه الأبراج قلاع كبيرة تسع كل واحدة منها 300 محارب على أقل تقدير وكل واحدة منها ثلاثة طوابق وفيها جيوب وثقوب لرؤية العدو والسيطرة عليه.
وفي هذه القلعة التي ترتفع عن سطح الأرض 25 متراً فتحات ومزاغل للرمي وثقوب لصب المياه الحارة والنفوط وشرفات، وبين كل شرفة وأخرى فراغ قياسه 40,25 سم ويستخدم للرمي. وللقلعة أبواب أربعة هي باب الماء (الباب السري ـ الشرقي) وباب سنجار (الباب الرئيسي ـ الجنوبي) وباب نصيبين (الباب الغربي) وباب الموصل (الباب الشمالي).

## الهدم
تعرضت القلعة للهدم ثلاث مرات:
1- الأولى: سنة (1257هـ / 1841م) على يد والي بغداد إثر ثورة قام بها أهالي المدينة ضده. وكان محمد باشا اينجه بيرقدار قد احتل القلعة في هذه السنة وأمر بهدمها وجعلها قاعاً صفصفاً، وفعلاً تمَّ هدم جميع الأسوار والقِلاع التي تحيط بالقلعة ولكن مع ذلك لم يحدث ضرراً بالغاً بالقلعة لحصانتها ومتانتها.
2- الثانية: سنة (1339هـ / 1920م) حيث هدمت أسوارها ونقض بابها الرئيسي على يد المحتلين الإنكليز. وكان هدف المحتلين من رفع باب القلعة الرئيسي هو تمهيد الطريق لصعود سياراتهم على القلعة ووضعوا هذا الباب الأثري على الوادي الذي يجري فيه ماء العين لاستعماله كجسر صغير تعبر منه المارة وقد شوهدت الأخشاب الباقية من هذا الباب والناس يعبرون عليها حتى عام 1955م.
3- الثالثة: سنة 2015م تعرضت أجزاء كبيرة من القلعة للتدمير عندما احتل تنظيم داعش المدينة عام 2014 حيث فجر وهدم السور الأثري الذي يحيط بالقلعة.